# Белич, Александр
Александр Белич (2 августа 1876, Белград — 26 февраля 1960, Белград) — сербский лингвист, председатель Сербской академии наук и искусств, член-корреспондент Петербургской академии наук.

## Биография
Александр Белич родился 2 августа 1876 года в Белграде.
В 1895—1898 годах учился в Новороссийском и Московском университетах
. 4 декабря 1910 года был избран членом-корреспондентом Петербургской академии наук. В 1913 году вместе с Любомиром Стояновичем основал журнал «Јужнословенски филолог», редактором которого Белич был с 1913 по 1960 годы.
В 1928 году под покровительством Александра Белича в Белграде был учреждён Комитет русской культуры (сербохорв. Руски културни одбор) и в 1933 году по его инициативе был построен Русский дом имени императора Николая II, ставший центром культурной, научной и религиозной жизни российской эмигрантской общины в межвоенной Югославии.
С 1937 по 1960 годы был председателем Сербской академии наук и искусств. В 1958 году возглавлял югославскую делегацию на проходившем в Москве IV международном съезде славистов. Почётный профессор МГУ и Университета Глазго, член Югославской академии наук и искусств, Словацкой академии наук, Чешской академии наук, Польской академии знаний (1923), Болгарской академии наук (1947), Баварской академии наук (1956).

## Работы
- Дијалекти источне и јужне Србије, 1905
- Дијалектолошка карта српског језика, 1905
- Акцентске студије, 1914
- Правопис српско-хрватског књижевног језика, 1923
- О двојини у словенским језицима, 1932
- Галички дијалект, 1935
- О језичкој природи и језичком развитку, 1941